# Enphase Energy
Enphase Energy è una società di tecnologia energetica americana quotata al NASDAQ con sede a Fremont (California), in California. Enphase progetta e produce soluzioni energetiche domestiche basate su software che coprono la generazione solare, l'accumulo di energia domestica, il monitoraggio e il controllo basati sul web. Enphase ha spedito circa trenta milioni di microinverter solari, principalmente nei mercati residenziali e commerciali in Nord America, Europa e Australia. I microinverter convertono la corrente continua dal pannello solare (DC) direttamente in corrente alternata (AC) compatibile con la rete per l'uso o l'esportazione. Enphase è stata la prima azienda a commercializzare con successo il microinverter su larga scala e rimane leader di mercato nella loro produzione.

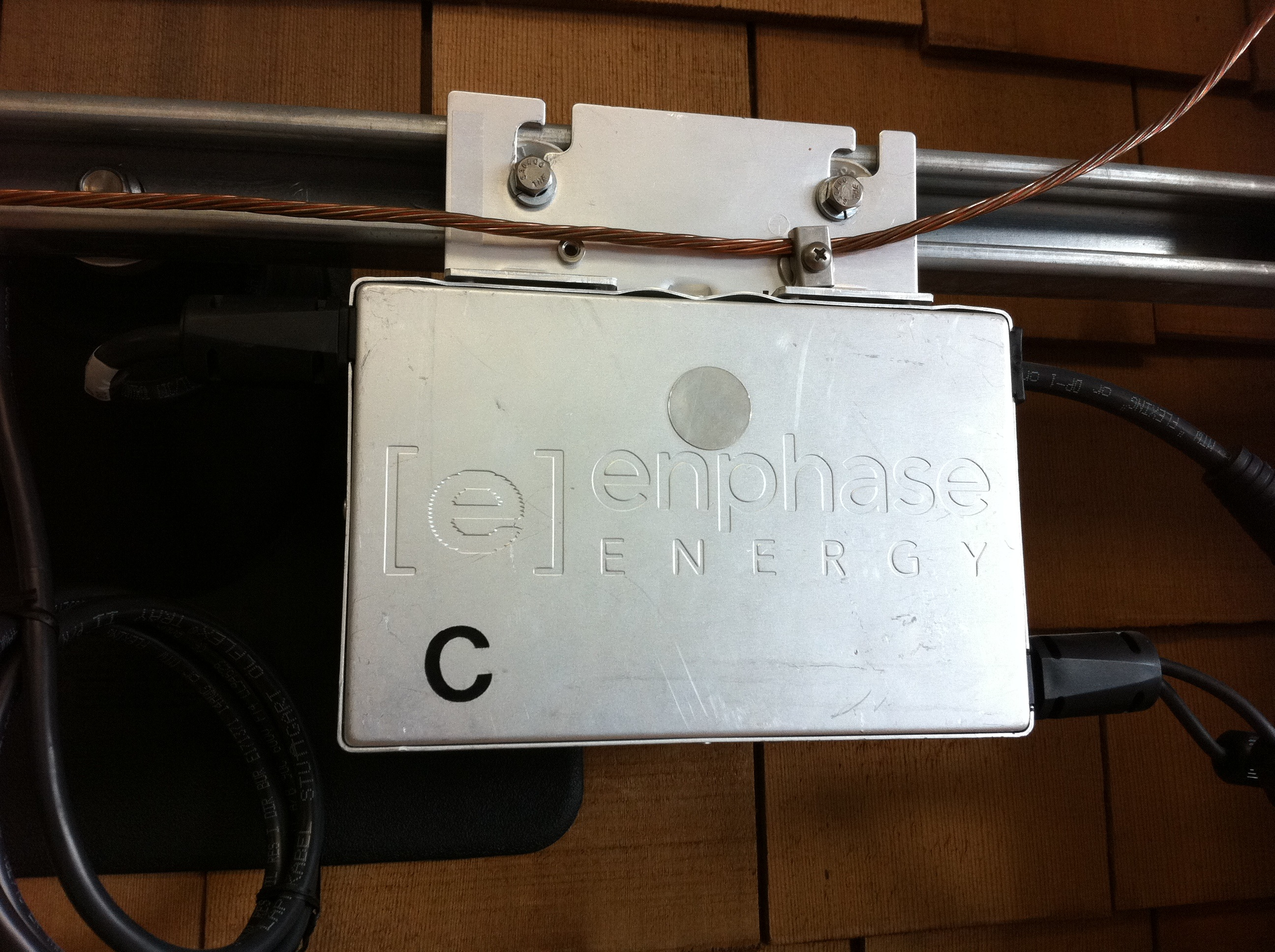
Un microinverter Enphase M190, installato e messo a terra.